# Erg
Erg (phiên âm trong tiếng Việt: éc) là một đơn vị đo năng lượng và công cơ học trong số các đơn vị của hệ xentimét gam giây (CGS), ký hiệu "erg". Tên gọi của nó có nguồn gốc từ tiếng Hy Lạp ergon, nghĩa là công [OED].
Erg là một đơn vị nhỏ, tương đương với công thực hiện của lực 1 đyn trên khoảng cách 1 xentimét. Trong số các đơn vị cơ sở của CGS, nó tương đương với 1 gam xentimét bình phương trên giây bình phương (g·cm²/s²). Vì thế nó tương đương với 1 × 10−7 joule hay 100 nanojoule (nJ) trong hệ SI.
1 erg = 10−7 joule
1 erg = 624,15 GeV = 6,2415 × 1011 eV
1 joule = 107 erg
1 đyn.cm = 1 erg.